# اختزال الكريات البيض
اختزال الكريات البيض أو خفض الكريات البيض هي إزالة خلايا الدم البيضاء (أو الكريات البيضاء) من الدم أو ناتج الدم المعدة لنقل الدم. بعد إزالة الكريات البيضاء، يوصف إن ناتج الدم بأنه مختزل من الكريات البيضاء.

## الفائدة والكلفة
من المفترض أن عمليات نقل الدم التي تحتوي على خلايا الدم البيضاء قد تسبب آثارًا ضارة من خلال آليات متعددة. قد تؤوي خلايا الدم البيضاء نفسها أمراضًا معدية وستكون بعض مسببات الأمراض أكثر تركيزًا في خلايا الدم البيضاء من بقية نواتج الدم. ومن المفترض أيضًا أن خلايا الدم البيضاء المتبرع بها قد تثبط جهاز المناعة لدى المتلقي من خلال التفاعل معه.
نشر تحليل تلوي في أبريل 2007 أجراه الدكتور نيل بلومبرج وآخرون وغطى 3093 مريضًا تلقوا دمًا منخفض الكريات البيض . وفقًا للتحليل التلوي، فإن استخدام الدم منخفض الكريات البيض قلل من تكرار الإصابة بعد نقل الدم بنسبة 50٪. في دراسة سابقة، أفاد بلومبرج وآخرون أن التغيير إلى الاستخدام الشامل للدم منخفض الكريات البيض في مستشفى سترونج ميموريال بجامعة روتشستر قلل من الإصابة بعد نقل الدم بنسبة 33-45٪.
ومع ذلك، تشكك دراسات علمية أخرى في فعالية تقليل الكريات البيض. أظهرت دراسة أجريت في مارس 2007 من قبل باحثين في المركز الطبي لجامعة جنوب ألاباما عدم وجود انخفاض في معدل الوفيات أو طول فترة الإقامة في المستشفى لدى 439 مريضًا مصابًا بصدمات والذين تلقوا عمليات نقل دم مخفضة الكريات البيض مقارنة بـ240 مريضًا لم يتلقوا عمليات نقل الدم. أفاد باحثو جامعة واشنطن في أكتوبر 2006 أن دراسة أجريت على 286 مريضًا مصابًا بإصابات نقل الدم لهم لم تظهر أي انخفاض في معدل الوفيات أو طول فترة الإقامة، على الرغم من إظهار انخفاض بنسبة 16٪ في معدل العدوى بأهمية إحصائية هامشية.
يؤدي تقليل الكريات البيض إلى التأثير غير المقصود المتمثل في إزالة حوالي 10٪ من خلايا الدم الحمراء من وحدة معالجة من خلايا الدم الحمراء. نظرًا لصعوبة تصفية الدم من الأشخاص الذين يمتلكون طفرة الخلايا المنجلية، فغالبًا لا يتم إجراء تقليل الكريات البيض على المتبرعين الذين قد يكون لديهم جين الخلايا المنجلية، وهو الأكثر شيوعًا بين الأشخاص من أصل أفريقي.
صرح الدكتور بلومبرج، المؤلف الرئيسي للتحليل التلوي الذي شمل 3093 مريضًا، في الصحافة أن وفورات التكلفة بسبب تقليل عدد الكريات البيضاء على مستوى العالم تتجاوز تكلفة إجراء تقليل عدد الكريات البيضاء. تكلفة تقليل عدد الكريات البيضاء هي زيادة تقدر بحوالي 30 دولارًا أمريكيًا لكل وحدة من منتجات الدم.

## التاريخ
لا يمارس تقليل عدد الكريات البيضاء على مستوى العالم في الوقت الحالي في جميع البلدان.
حتى عام 2008، تبنت معظم الدول المتقدمة تقليل عدد الكريات البيضاء على مستوى العالم في عمليات نقل الدم (المعرفة بأنها التطبيق الروتيني لهذه الخطوة في معالجة الدم لجميع وحدات الدم الكامل وخلايا الدم الحمراء والصفائح الدموية قبل التخزين) مع الاستثناء الملحوظ للولايات المتحدة. تبنت كندا وبريطانيا وفرنسا تقليل عدد الكريات البيضاء على مستوى العالم في أواخر التسعينيات. تبنتها ألمانيا في عام 2001. تتوفر المنتجات المخفضة لعدد الكريات البيضاء على نطاق واسع في الولايات المتحدة وتستخدم بعض المستشفيات الدم المخفضة عدد الكريات البيضاء فقط بينما تستخدم مستشفيات أخرى المنتجات المخفضة عدد الكريات البيضاء فقط في فئات معينة من المرضى. على سبيل المثال، بدأ مستشفى سترونج ميموريال الاستخدام الشامل للدم المخفضة عدد الكريات البيضاء في يوليو 2000؛[7] بدأ المركز الطبي لجامعة جنوب ألاباما الاستخدام في يناير 2002. بدأ المركز الطبي وودلاندز تجربة عشوائية محكومة للبحث في فوائد نقل الدم الكامل المخفضة عدد الكريات البيضاء لمرضى وحدة العناية المركزة.